# Most-Híd

Partijlogo

Most-Híd is een politieke partij van Hongaren en Slowaken in Slowakije. De naam van de partij betekent Brug (Most in het Slowaaks en Híd in het Hongaars).
De partij staat onder leiding van de Hongaar Béla Bugár en haalde bij de parlementsverkiezingen van 2010 8,12% van de stemmen voor het Slowaaks parlement. In totaal had de partij 14 zetels in het parlement. Hiervan waren er 7 voor etnische Hongaren.
In 2012 haalde de partij 6,89% van de stemmen en kreeg ze 13 zetels. Hiervan waren er vier voor de partij OKS (burgerpartij) waarmee Most-Híd een lijstverbinding sloot.
In 2014 behaalde de partij een zetel in het Europees Parlement voor de Europese Volkspartij. In 2019 ging deze zetel verloren en in 2020 verdween de partij ook uit het Slowaaks Parlement.

## Ontstaan
Most-Híd is in 2009 ontstaan uit de etnisch Hongaarse partij SMK-MKP. Dissidenten uit die partij stapten onder aanvoering van Béla Bugár in juni 2009 op om een nieuwe partij te vormen die een brug zou moeten slaan tussen de Hongaarse minderheid en de Slowaken. Volgens de dissidenten was SMK-MKP te nationalistisch.

## Fusie met de concurrent
Tijdens de Europese verkiezingen in 2019 verloor de partij haar laatste zetel, ook tijdens de Slowaakse verkiezingen van 2020 wist de partij niet meer de kiesdrempel van 5% te halen. De eveneens op de Hongaarse minderheid in Slowakije gerichte partij SMK-MKP (Partij van de Hongaarse Gemeenschap) wist ook niet in het Europees Parlement te komen. Het feit dat de Hongaarse minderheid daarmee haar stem verloor heeft geleid tot onderhandelingen. In 2021 gingen beide partijen een fusie aan. De nieuwe partij heet Szövetség-Aliancia - Magyarok. Nemzetiségek. Regiók. Of te wel: Alliantie - Hongaren. Nationaliteiten. Regio's.

## Verkiezingsresultaten
| Verkiezingen                          | Aantal stemmen | Aandeel stemmen | Aantal zetels | Aandeel zetels | Rol in het parlement |
| ------------------------------------- | -------------- | --------------- | ------------- | -------------- | -------------------- |
| Slowaakse Parlementsverkiezingen 2010 | 205.538        | 8,12%           | 14            | 9,33%          | regeringspartij      |
| Slowaakse Parlementsverkiezingen 2012 | 176.088        | 6,89%           | 13            | 8,67%          | oppositie            |
| Slowaakse Parlementsverkiezingen 2016 | 169.593        | 6,5%            | 11            | 7,33%          | regeringspartij      |
| Slowaakse Parlementsverkiezingen 2020 | 59.174         | 2,05%           | 0             | 0%             |                      |